# Josef František Maxmilián z Lobkovic
Josef František Maxmilián kníže z Lobkowicz, také z Lobkovic (německy Joseph Franz Maximilian Fürst von Lobkowitz, 3., 7.[zdroj?] nebo 8. prosince 1772 Vídeň nebo Roudnice nad Labem[zdroj?] – 16. prosince 1816 Třeboň) byl český šlechtic, první vévoda z Roudnice (1786), pocházel z roudnické primogenitury rodu Lobkoviců.

## Život

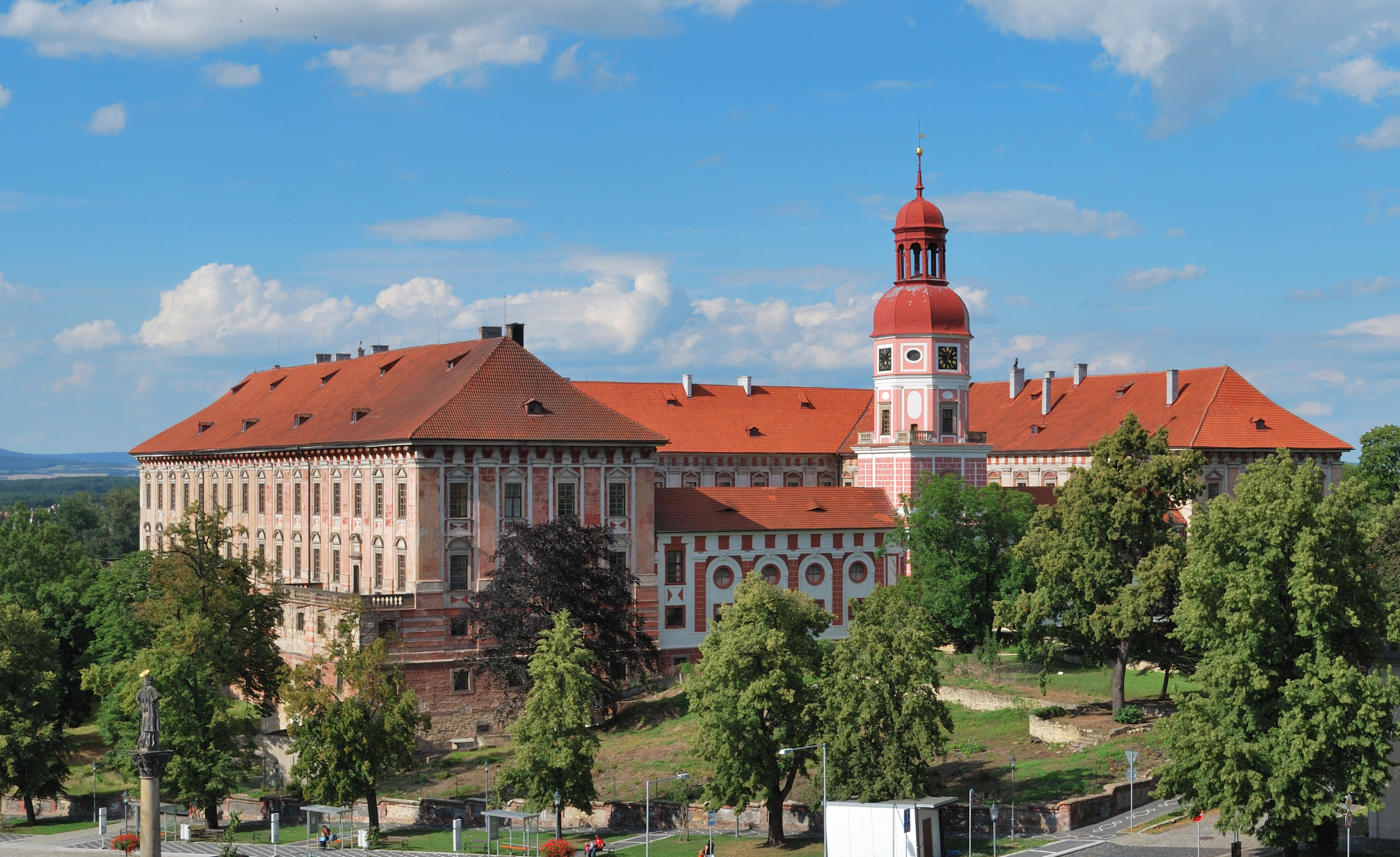
Roudnický zámek, místo narození knížete

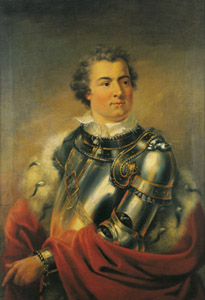
Kníže Josef František z Lobkovic, vévoda roudnický

Narodil se jako Josef František Maxmilián Karel z Lobkovic (německy Joseph Franz Maximilian Ferdinand Karl von Lobkowitz), syn knížete Ferdinanda Filipa a jeho manželky princezny Gabriely Savojské (její prasynovec Karel Albert se stal později sardinským králem). Byl také vnukem knížete Filipa Hyacinta z Lobkovic. Josef František sloužil u rakouské císařské armády, kde dosáhl hodnosti generálmajora, kromě toho byl velikým milovníkem hudby a houslistou a také významným hudebním mecenášem.

### Hudební mecenát
Jako mecenáš podporoval Josepha Haydna, který mu v roce 1799 věnoval oba své smyčcové kvartety Op. 77. Zejména pak podporoval Ludwiga van Beethovena, jenž knížeti věnoval mnoho svých skladeb. Na jeho zámku v Roudnici nad Labem byla například poprvé uvedena Beethovenova Eroica[zdroj?] a na zámku Jezeří bylo v roce 1798 poprvé uvedeno Haydnovo oratorium Stvoření. Kníže rovněž stál u zrodu vídeňské Společnosti prátel hudby.
Kníže Josef František Maxmilián z Lobkovic se poprvé setkal s Beethovenem již v roce 1792, kdy Beethoven přijel do Vídně na žádost hraběte Valdštejna. Josefu Františku Maximiliánovi bylo tehdy 20 let a Beethovenovi o dva roky více. Poté, co se kníže seznámil blíže s Beethovenovou hudbou, rozhodl se jej podporovat. Spolu s arcivévodou Rudolfem a hrabětem Kinským mu zajistili roční příjem, který Beethovenovi umožnil věnovat se naplno hudbě, aniž by se musel starat o existenční problémy. Beethoven se pak díky této podpoře rozhodl zůstat ve Vídni, a to i přes slib, jímž se zavázal vestfálskému králi.[zdroj?] Knížeti pak věnoval řadu svých děl. Když 24. ledna 1816 v Praze zemřela jeho manželka Marie Karolína, objednal kníže u Beethovena cyklus písní (An die ferne Geliebte), kterou chtěl uctít její památku.

### Díla věnovaná Beethovenem Josefu Františku Maxmiliánovi
- Šest smyčcových kvartetů (F, G, D, c, A, B), op. 18
- 3. symfonie Es-dur „Eroica“, op. 55
- 5. symfonie c-moll, „Osudová“, op. 67
- 6. symfonie F-dur, „Pastorální“, op. 68
- Smyčcový kvartet Es-dur, op. 74 tzv. „Harfový“
- Nejstaršímu synovi knížete věnoval k jeho 26. narozeninám svou Lobkowitz-Kantate pro soprán, sbor a klavír.

## Majetek
V roce 1805 byl roudnické primogenituře potvrzen fideikomis, který tvořila panství Roudnice nad Labem, Encovany, Vysoký Chlumec, Jezeří, Nelahozeves a Bílina. Okněžněné hrabství Sternstein prodal kníže v roce 1807 bavorské koruně, ale titul si směl ponechat.

## Rodina
Oženil se 2. srpna 1792 ve Vídni s Marií Karolínou ze Schwarzenbergu (7. 9. 1775 Vídeň – 24. 1. 1816 Praha), dcerou knížete Jana Nepomuka I. ze Schwarzenbergu (1742–1789) a jeho manželky Marie Eleonory z Öttingen-Wallersteinu (1747–1797). Narodilo se jim 12 dětí, dvě z nich zemřely v dětství:
- 1. Marie Gabriela (19. 7. 1793 Vídeň – 11. 5. 1863 Vídeň)
  - ∞ (23. 9. 1811 Roudnice nad Labem) Vincenc z Auerspergu (9. 6. 1790 Praha – 16. 2. 1812 Vídeň)
- 2. Marie Eleonora (28. 10. 1795 – 10. 3. 1867[5] nebo 1876)
  - ∞ (11. 10. 1812) Weriand Alois Leopold Ulrich z Windischgrätzu (31. 5. 1790 – 27. 10. 1867)
- 3. Ferdinand Josef Jan (12. 4. 1797 – 18. 12. 1868 Vídeň), zakladatel roudnické linie, 2. vévoda roudnický, 8. kníže z Lobkowicz
  - ∞ (9. 9. 1826) Marie z Liechtensteinu (31. 12. 1808 Vídeň – 24. 5. 1871 Vídeň)
- 4. Jan Nepomuk Karel (14. 1. 1799 Vídeň – 6. 6. 1878 Konopiště), zakladatel křimické linie
  - ∞ (20. 5. 1834 Vídeň) Karolína z Vrbna a Bruntálu (12. 2. 1815 Vídeň – 18. 10. 1843 Křimice)
- 5. Tereza Karolína (zv. Rézy; 23. 9. 1800 – 29. 9. 1868 Křimice)
- 6. Marie Paulina (* a † 30. 12. 1801)
- 7. Josef František Karel (17. 2. 1803 Vídeň – 18. 3. 1875 Praha), zakladatel dolnobeřkovické linie, generál jízdy
  - 1. ∞ (20. 8. 1835 Praha) Antonie Kinská z Vchynic a Tetova (17. 5. 1815 Praha – 31. 12. 1835 Pardubice)
  - 2. ∞ (11. 5. 1848 Vídeň) Zdeňka z Lobkowicz (4. 10. 1828 Lvov – 25. 2. 1917 Dolní Beřkovice)
- 8. Karel Jan (24. 2. 1804 – 11. 4. 1806)
- 9. Ludvík Jan Karel (30. 11. 1807 – 3. 9. 1882), zakladatel velkomeziříčské linie,[6][pozn. 1] kapitán jízdy
  - ∞ (6. 5. 1837) Leopoldina z Liechtensteinu (4. 11. 1815 Zhoř[zdroj?] – 8. 9. 1899 Břežany)
- 10. Marie Anna (22. 1. 1809 Vídeň – 25. 10. 1881 zámek Prugg, Bruck an der Leitha[8])
  - ∞ (29. 5. 1827 Vídeň) František Arnošt Harrach (13. 12. 1799 Vídeň – 26. 2. 1884 Nice)
- 11. Zdeňka (Sidonie) Karolína (13. 1. 1812 Jezeří – 20. 6. 1880 Stübing)
  - ∞ (6. 11. 1832 Jezeří) Ferdinand Leopold Pálffy-Daun (2. 12. 1807 Prešpurk (Bratislava) – 8. 12. 1900 Stübing)
- 12. Karel Jan (24. 11. 1814 Praha – 26. 9. 1879 Salcburk), vládní prezident v Salcbursku, místodržitel v Dolním Rakousku, na Moravě a v Tyrolsku a Vorarlbersku
  - ∞ (15. 9. 1856) Julie z Redwitz-Wildenrothu (25. 9. 1840 – 4. 6. 1895 Parsch bei Salzburg)

## Vývod z předků
|                                       |                                            |  |                           |                                                  |  |  |  |  |  |  |  | Václav Eusebius Popel z Lobkowicz |
|                                       |                                            |  |                           |                                                  |  |  |  |  |  |  |  |                                   |
|                                       | Ferdinand August z Lobkowicz               |  |                           |                                                  |  |  |  |  |  |  |  |                                   |
|                                       |                                            |  |                           |                                                  |  |  |  |  |  |  |  |                                   |
|                                       |                                            |  |                           | Augusta Žofie Falcko-Sulcbašská                  |  |  |  |  |  |  |  |                                   |
|                                       |                                            |  |                           |                                                  |  |  |  |  |  |  |  |                                   |
|                                       | Filip Hyacint z Lobkowicz                  |  |                           |                                                  |  |  |  |  |  |  |  |                                   |
|                                       |                                            |  |                           |                                                  |  |  |  |  |  |  |  |                                   |
|                                       |                                            |  |                           | Mořic Jindřich Nasavsko-Hadamarský               |  |  |  |  |  |  |  |                                   |
|                                       |                                            |  |                           |                                                  |  |  |  |  |  |  |  |                                   |
|                                       | Klaudie Františka Nasavsko-Hadamarská      |  |                           |                                                  |  |  |  |  |  |  |  |                                   |
|                                       |                                            |  |                           |                                                  |  |  |  |  |  |  |  |                                   |
|                                       |                                            |  |                           | Ernestina Šarlota Nasavsko-Hadamarská            |  |  |  |  |  |  |  |                                   |
|                                       |                                            |  |                           |                                                  |  |  |  |  |  |  |  |                                   |
|                                       | Ferdinand Filip z Lobkowicz                |  |                           |                                                  |  |  |  |  |  |  |  |                                   |
|                                       |                                            |  |                           |                                                  |  |  |  |  |  |  |  |                                   |
|                                       |                                            |  |                           | Michael Václav z Althannu                        |  |  |  |  |  |  |  |                                   |
|                                       |                                            |  |                           |                                                  |  |  |  |  |  |  |  |                                   |
|                                       | Michael Ferdinand z Althannu               |  |                           |                                                  |  |  |  |  |  |  |  |                                   |
|                                       |                                            |  |                           |                                                  |  |  |  |  |  |  |  |                                   |
|                                       |                                            |  |                           | Anna Marie Alžběta z Aspremont-Lyndenu           |  |  |  |  |  |  |  |                                   |
|                                       |                                            |  |                           |                                                  |  |  |  |  |  |  |  |                                   |
|                                       | Anna Marie z Althannu                      |  |                           |                                                  |  |  |  |  |  |  |  |                                   |
|                                       |                                            |  |                           |                                                  |  |  |  |  |  |  |  |                                   |
|                                       |                                            |  |                           | Karel Maxmilián hrabě Lažanský z Bukové          |  |  |  |  |  |  |  |                                   |
|                                       |                                            |  |                           |                                                  |  |  |  |  |  |  |  |                                   |
|                                       | Marie Eleonora Lažanská z Bukové           |  |                           |                                                  |  |  |  |  |  |  |  |                                   |
|                                       |                                            |  |                           |                                                  |  |  |  |  |  |  |  |                                   |
|                                       |                                            |  |                           | Anna Alžběta Spandko                             |  |  |  |  |  |  |  |                                   |
|                                       |                                            |  |                           |                                                  |  |  |  |  |  |  |  |                                   |
| Josef František Maxmilián z Lobkowicz |                                            |  |                           |                                                  |  |  |  |  |  |  |  |                                   |
|                                       |                                            |  |                           |                                                  |  |  |  |  |  |  |  |                                   |
|                                       |                                            |  | Emanuel Filibert Savojský |                                                  |  |  |  |  |  |  |  |                                   |
|                                       |                                            |  |                           |                                                  |  |  |  |  |  |  |  |                                   |
|                                       | Viktor Amadeus I. Savojský                 |  |                           |                                                  |  |  |  |  |  |  |  |                                   |
|                                       |                                            |  |                           |                                                  |  |  |  |  |  |  |  |                                   |
|                                       |                                            |  |                           | Marie Angelika Kateřina Estenská                 |  |  |  |  |  |  |  |                                   |
|                                       |                                            |  |                           |                                                  |  |  |  |  |  |  |  |                                   |
|                                       | Ludvík Viktor Savojský                     |  |                           |                                                  |  |  |  |  |  |  |  |                                   |
|                                       |                                            |  |                           |                                                  |  |  |  |  |  |  |  |                                   |
|                                       |                                            |  |                           | Viktor Amadeus II.                               |  |  |  |  |  |  |  |                                   |
|                                       |                                            |  |                           |                                                  |  |  |  |  |  |  |  |                                   |
|                                       | Marie Viktorie Savojská                    |  |                           |                                                  |  |  |  |  |  |  |  |                                   |
|                                       |                                            |  |                           |                                                  |  |  |  |  |  |  |  |                                   |
|                                       |                                            |  |                           | Jeanne Baptiste d'Albert de Luynes               |  |  |  |  |  |  |  |                                   |
|                                       |                                            |  |                           |                                                  |  |  |  |  |  |  |  |                                   |
|                                       | Marie Gabriela Savojsko-Carignanská        |  |                           |                                                  |  |  |  |  |  |  |  |                                   |
|                                       |                                            |  |                           |                                                  |  |  |  |  |  |  |  |                                   |
|                                       |                                            |  |                           | Vilém I. Hesensko-Rotenburský                    |  |  |  |  |  |  |  |                                   |
|                                       |                                            |  |                           |                                                  |  |  |  |  |  |  |  |                                   |
|                                       | Arnošt Leopold Hesensko-Rotenburský        |  |                           |                                                  |  |  |  |  |  |  |  |                                   |
|                                       |                                            |  |                           |                                                  |  |  |  |  |  |  |  |                                   |
|                                       |                                            |  |                           | Marie Anna z Löwenstein-Wertheimu-Rochefortu     |  |  |  |  |  |  |  |                                   |
|                                       |                                            |  |                           |                                                  |  |  |  |  |  |  |  |                                   |
|                                       | Kristýna Hesensko-Rotenburská              |  |                           |                                                  |  |  |  |  |  |  |  |                                   |
|                                       |                                            |  |                           |                                                  |  |  |  |  |  |  |  |                                   |
|                                       |                                            |  |                           | Maxmilián Karel z Löwenstein-Wertheim-Rochefortu |  |  |  |  |  |  |  |                                   |
|                                       |                                            |  |                           |                                                  |  |  |  |  |  |  |  |                                   |
|                                       | Eleonora Marie Anna z Löwenstein-Wertheimu |  |                           |                                                  |  |  |  |  |  |  |  |                                   |
|                                       |                                            |  |                           |                                                  |  |  |  |  |  |  |  |                                   |
|                                       |                                            |  |                           | Marie Polyxena z Khuen-Belasi                    |  |  |  |  |  |  |  |                                   |
|                                       |                                            |  |                           |                                                  |  |  |  |  |  |  |  |                                   |